# Lernaea pirapitingae
Lernaea pirapitingae is een eenoogkreeftjessoort uit de familie van de Lernaeidae. De wetenschappelijke naam van de soort is voor het eerst geldig gepubliceerd in 2000 door Thatcher.